# 1,5-Diazabicyclo(4.3.0)non-5-ène
Pour les articles homonymes, voir DBN.
Le 1,5-diazabicyclo[4.3.0]non-5-ène ou DBN est un composé organique bicyclique comportant une fonction amidine et de formule brute C7H12N2. C'est une base utilisée en synthèse organique, comme le composé voisin 1,8-diazabicyclo[5.4.0]undéc-7-ène (DBU). Vu la relative complexité de leur nom systématique, reflet de leur structure bicyclique et comportant différentes fonctions, ils sont désignés de manière quasi permanente par leur sigle.
Ces composés sont utilisés dans des réactions de déshydrohalogénation ainsi que pour des réarrangements catalysés par une base.